# Purwokerto Kulon
Purwokerto Kulon is een bestuurslaag in het regentschap Banyumas van de provincie Midden-Java, Indonesië. Purwokerto Kulon telt 6450 inwoners (volkstelling 2010).